# Vellozia sessilis
Vellozia sessilis är en enhjärtbladig växtart som beskrevs av Lyman Bradford Smith och Mello-silva. Vellozia sessilis ingår i släktet Vellozia och familjen Velloziaceae. Inga underarter finns listade.